# Pidonia pauperula
Pidonia pauperula är en skalbaggsart som beskrevs av Holzschuh 1999. Pidonia pauperula ingår i släktet Pidonia och familjen långhorningar. Inga underarter finns listade i Catalogue of Life.